# 鮫島一歩
鮫島 一歩（さめしま いっぽ、1954年4月12日 - ）は、日本中央競馬会 (JRA) ・栗東トレーニングセンターに所属していた元調教師。
なお、佐賀競馬所属の元騎手・調教師である鮫島克也、およびその息子でJRA所属の騎手である鮫島良太・克駿兄弟とは血縁関係はない。

## 来歴
父は南日本新聞の記者で、競馬とは無縁の家庭で育つ。鹿児島南高等学校ではサッカー部に入ったが、1年生の夏休みに馬術部が鹿児島国体の強化校として指定され、好奇心で入部すると3年生の時にインターハイ団体で優勝する。監督は鹿児島市で上村乗馬苑を経営し、のちに冠名「トシ」で知られた馬主の上村叶。高校卒業後はブラジルで酪農をやる夢を抱き、北海道江別市の酪農学園大学に進学すると、また馬に乗りたいと再び馬術部に入部。飯田雄三元調教師は大学馬術部の同期であり、卒業後ともに増本豊厩舎へ所属する。
1979年、4月から栗東・増本豊厩舎所属の調教助手となる。
1999年、2月に38歳から受験している調教師免許試験を7回目で合格。
2000年、厩舎を開業し、3月4日に管理馬2頭が同じレースで初出走し、アイアルカングが7着、イケツキフジが12着となり、5月6日にギャンブルローズが勝利し、のべ21頭目で管理馬が初勝利を挙げた。7月17日に地方競馬への管理馬初出走となった金沢競馬場で行われたJRA交流ケヤキ賞にセレサスが出走して7着となった。11月8日に新潟県競馬組合主催で新潟競馬場で行われた柏崎特別をノムラセイランオーが制し、管理馬が地方初勝利を挙げた。
2002年、11月27日に兵庫ジュニアグランプリをエースインザレースが制し、管理馬が重賞およびダートグレード競走初勝利を挙げた。
2004年、1月18日に日経新春杯をシルクフェイマスが制し、管理馬が中央競馬の重賞初勝利を挙げた。同年7月11日、阪神10Rでケージーダンシングが1着となり、現役169人目となる中央通算100勝を1002戦目で達成した。
2006年、優秀調教師賞（関西）を初受賞する。
2007年12月8日、中京5Rでジェットバニヤンが1着となり、現役110人目となるJRA通算200勝を1957戦目で達成した。
2011年7月16日、京都4Rでビューティーモズが1着となり、現役69人目となるJRA通算300勝を3176戦目で達成。
2012年、パドトロワがアイビスサマーダッシュとキーンランドカップで優勝し、サマースプリントチャンピオンになる。
2014年、リトルゲルダで8月24日の北九州記念を制すると、続いて9月14日のセントウルステークスも優勝し、自身2度目となるサマースプリントチャンピオンを獲得。同年11月30日、京都8Rでグランプリナイトが1着になり、現役46人目となるJRA通算400勝を4251戦目で達成した。
2016年、福島牝馬ステークスでマコトブリジャールが優勝し、調教師として史上5人目となるJRA全10場重賞制覇を達成。
2017年11月12日、モズカッチャンがエリザベス女王杯を制し、管理馬延べ62頭目のG1出走で中央GI競走初勝利を挙げた。
2019年6月29日、中京2Rでアイファーキングズが1着となり、現役26人目となるJRA通算500勝を5622戦目で達成した。
2025年3月4日付けで70歳定年に伴い、調教師を引退した。

## 調教師成績
|            | 日付           | 競馬場・開催  | 競走名           | 馬名             | 頭数 | 人気 | 着順 |
| ---------- | -------------- | ------------- | ---------------- | ---------------- | ---- | ---- | ---- |
| 初出走     | 2000年3月4日   | 1回阪神3日12R | 5歳上900万下     | アイアルカング   | 13頭 | 11   | 7着  |
| 初出走     | 2000年3月4日   | 1回阪神3日12R | 5歳上900万下     | イケツキフジ     | 13頭 | 10   | 12着 |
| 初勝利     | 2000年5月6日   | 3回京都5日12R | 4歳500万下       | ギャンブルローズ | 17頭 | 1    | 1着  |
| 重賞初出走 | 2000年5月21日  | 2回中京2日11R | 東海S            | マッドマックス   | 16頭 | 12   | 9着  |
| 重賞初勝利 | 2004年1月18日  | 1回京都6日11R | 日経新春杯       | シルクフェイマス | 14頭 | 1    | 1着  |
| GI初出走   | 2001年5月6日   | 2回東京6日11R | NHKマイルC       | トシザボス       | 18頭 | 17   | 16着 |
| GI初勝利   | 2017年11月12日 | 5回京都4日11R | エリザベス女王杯 | モズカッチャン   | 18頭 | 5    | 1着  |

### おもな管理馬
※括弧内は当該馬の優勝重賞競走、太字はGI級競走。
- エースインザレース（2002年 兵庫ジュニアグランプリ）
- シルクフェイマス（2004年 日経新春杯、京都記念、2006年 アメリカジョッキークラブカップ）
- レインボーペガサス（2008年 きさらぎ賞、2011年 関屋記念）
- マコトスパルビエロ（2009年 マーキュリーカップ、日本テレビ盃、名古屋グランプリ、2010年 マーチステークス）
- キングトップガン（2011年 目黒記念、函館記念）
- パドトロワ（2012年 アイビスサマーダッシュ、キーンランドカップ、2013年 函館スプリントステークス）
- ブライトライン（2012年 ファルコンステークス、2013年 みやこステークス）
- リトルゲルダ（2014年 北九州記念、セントウルステークス）
- タガノトネール（2015年 サマーチャンピオン、2016年武蔵野ステークス）
- ソルヴェイグ（2016年 フィリーズレビュー、函館スプリントステークス）
- マコトブリジャール（2016年 福島牝馬ステークス、クイーンステークス）
- モズカッチャン （2017年フローラステークス、エリザベス女王杯）
- タツゴウゲキ （2017年小倉記念、新潟記念）
- マーニ（2021年京都ハイジャンプ）
- リフレーミング（2024年小倉記念）

## 表彰
- 優秀調教師賞（関西。2006年）

## おもな厩舎所属者
※太字は門下生。括弧内は厩舎所属期間と所属中の職分。
- 寺井千万基（2000年-2016年 調教助手）
- 松田幸春（2000年-2011年 調教助手）